# Romanina
Romanina, o La Romanina, è la zona urbanistica 10G del Municipio Roma VII di Roma Capitale.
Si estende sulla zona Z. XVI Torrenova.
Il toponimo indica anche una frazione di Roma Capitale.

La Romanina e Zone Urbanistiche dell'ex X Municipio

## Geografia fisica

### Territorio
È situata a sud-est della capitale, esternamente e a ridosso del Grande Raccordo Anulare, tra la via Tuscolana e l'A1 Autostrada del Sole.
La zona urbanistica confina:
- a nord-est la zona urbanistica 8C Giardinetti-Tor Vergata
- a est con le zone urbanistiche 10I Barcaccia e 10L Morena
- a sud-ovest con la zona urbanistica 10H Gregna
- a ovest la zona urbanistica 10F Osteria del Curato

## Storia
Nata come zona rurale (zona "O" 60 A-B  e conosciuta in precedenza come Borgata La Romanina) è oggi caratterizzata da una forte espansione urbanistica residenziale e, soprattutto, direzionale e commerciale, con un'alta concentrazione di centri commerciali.
Dal 1982, fino al 2018, è stata sede dell'Università degli Studi di Roma Tor Vergata.

## Monumenti e luoghi d'interesse
- Officine Marconi, vecchio stabilimento industriale della Italcable recentemente ristrutturato come centro culturale[2] 41.83982°N 12.61085°E
- Università degli Studi di Roma Tor Vergata 41.84961°N 12.59771°E

### Architetture religiose
- Chiesa dei Santi Mario e famiglia martiri, su via del Ponte delle Sette Miglia. Chiesa del XX secolo (1993) 41.84395°N 12.60278°E

### Aree naturali
- Parco della Romanina, su via Luigi Schiavonetti 41.84448°N 12.60363°E

## Infrastrutture e trasporti

### Strade
L'università e l'area commerciale della Romanina sono raggiungibili dall'uscita 20 "La Romanina" del GRA.